# 브레다 Ba.88 린체

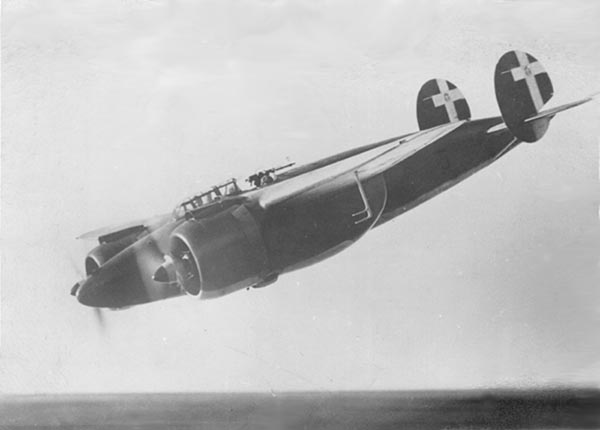
브레다 Ba.88 린체

브레다 Ba.88 린체(Breda Ba.88 Lince, "Lynx")는 제2차 세계 대전 당시 이탈리아 레지아 아에로노티카(Regia Aeronautica)가 사용한 지상 공격기였다. 유선형 디자인과 접을 수 있는 하부 구조는 당분간 진보되었으며, 1937년 데뷔 이후 이 항공기는 여러 가지 세계 속도 기록을 세웠다. 그러나 제작 사례에 군용장비를 장착하게 되면서 불안정성 문제가 발생하고 항공기의 전반적인 성능이 저하되었다. 결국 작전 경력은 단축되었고 나머지 Ba.88 기체는 적 정찰을 오도하기 위해 비행장에 고정 설치물로 사용되었다. 이는 아마도 제2차 세계 대전에서 운용된 항공기 중 가장 주목할 만한 실패를 의미했을 것이다.

## 제원

### 일반적 특성
- 승무원: 2
- 길이: 10.79m(35피트 5인치)
- 날개 폭: 15.6m(51피트 2인치)
- 높이: 3.1m(10피트 2인치)
- 날개 면적: 33.34m2(358.9평방피트)
- 공차 중량: 4,650kg(10,251lb)
- 최대 이륙 중량: 6,750kg(14,881lb)
- 엔진: 2 × Piaggio P.XI RC.40 Stella 14기통 공랭식 레이디얼 피스톤 엔진, 이륙용 각각 746kW(1,000hp)
- 프로펠러: 3엽 가변 피치 프로펠러

### 성능
- 최대 속도: 4,000m(13,000피트)에서 490km/h(300mph, 260kn)
- 범위: 1,640km(1,020마일, 890nmi)
- 서비스 천장: 8,000m(26,000피트)
- 고도 도달 시간: 7분 30초 만에 3,000m(9,800피트)

### 군비
- 주포: 기수에 고정형 12.7mm(0.50인치) Breda-SAFAT 기관총 x 3개 + 후방 조종석에 수동 조준된 7.7mm(0.303인치) Breda-SAFAT 기관총 x 1
- 폭탄: 동체 뱃속에 반쯤 매립된 200kg(441lb) 폭탄 3개